# BMW R 25

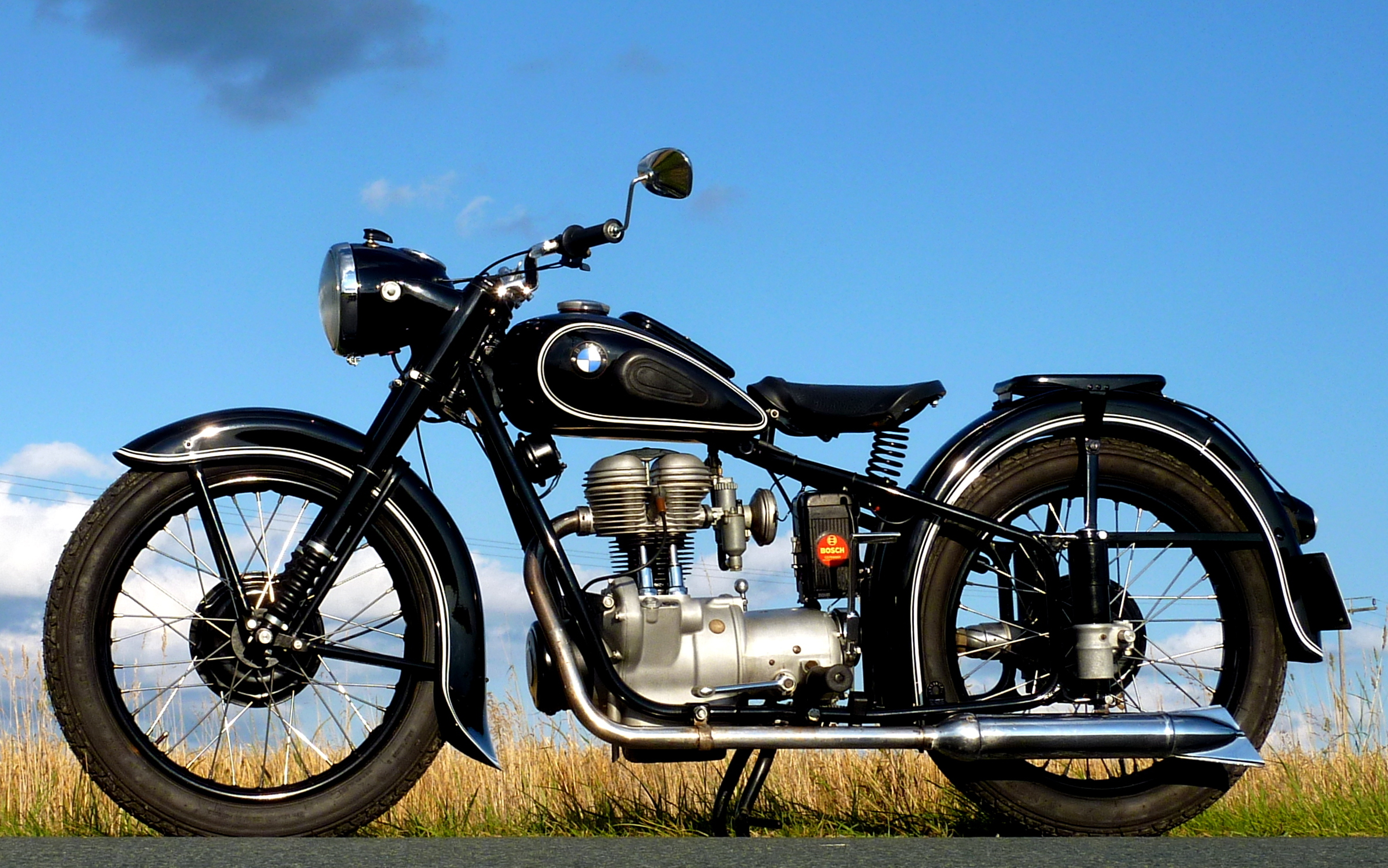
BMW R 25, Baujahr 1950, Restaurierung 2009

Die BMW R 25 ist ein Einzylinder-Motorradmodell von BMW, das Anfang der 1950er Jahre das Modell R 24 (12 PS) ablöste, dessen Vorgänger R 23 von 1938 bis 1940 (10 PS bei 5400/min) gebaut worden war. Die BMW R 25 hatte ebenfalls 12 PS. Nach diesem Konzept (aufrecht stehender einzelner Zylinder, längs eingebauter Motor, Kardanantrieb, 250 Kubikzentimeter Hubraum) baute BMW bis 1965 mehrere jeweils modernisierte Modelle.

## Geschichte
Kurz nach Anlauf der Produktion der R 24 im Dezember 1948 wurde dem BMW-Vorstand am 16. Februar 1949 die R 25 als Weiterentwicklung mit Hinterradfederung präsentiert.
Im Mai 1950 begann die Serienproduktion; sie kostete 1750 DM, genau so viel wie die R 24.
Insgesamt stellte BMW 23.400 R 25 her, bis das Motorrad im Oktober 1951 durch die BMW R 25/2 abgelöst wurde.

## Technik

### Konstruktionsmerkmale
Der Doppelrohr-Rahmen ist aus Stahlrohr geschweißt mit in Fahrtrichtung rechts angebrachten Kugelköpfen für den Seitenwagen-Betrieb. Der LS 200 von Steib war ein angemessener Seitenwagen, der jedoch eine andere Zahnradübersetzung des Kardanantriebes und einen anderen Tachometer erfordert als im Solobetrieb. Dem vorderen Schutzblech wurde ein geschwungener Schmutzlappen ins Stahlblech eingearbeitet. Der Motorblock ist wie das Getriebe und der Hinterachsantrieb aus Aluminiumguss. Der Schalldämpfer-Endtopf ist mit Blechlaschen direkt am Rahmen befestigt.

### Motor
Der längs eingebaute Einzylinder Viertakt-Motor hat eine seitliche Nockenwelle und außen neben dem Graugusszylinder in verchromten Stahlrohren laufende Stoßstangen. Diese betätigen die Kipphebel im Aluminiumguß-Zylinderkopf, die ihrerseits die hängenden Ventile betätigen (OHV). Die Kipphebel sind wie der Kolbenbolzen in Bronzebuchsen gelagert. Die Nockenwelle wird über eine einfache Kette von der Kurbelwelle angetrieben. Die Ölpumpe ist eine Zahnradpumpe in der Ölwanne und wird über einen Schneckentrieb (Untersetzung) von der Nockenwelle angetrieben.
Auf dem vorderen Kurbelwellenstumpf sitzen hinter dem Stahlblech-Deckel die spritzwasserdicht gekapselte Gleichstrom-Lichtmaschine und der Laderegler für den Bleiakkumulator. Die schwere Schwungscheibe (mit – im Schauloch einsehbarer – Zündeinstellmarkierung) auf dem hinteren Kurbelwellenstumpf nimmt die Einscheibentrockenkupplung auf. Die Kupplung wird über ein Axiallager und eine durch die hohle Getriebehauptwelle verlaufende Druckstange betätigt. Der Vergaser ist ein 22-er Bing-Schwimmerkammervergaser (Modell: 1/22/28) mit konischer Nadel im Rundschieber. Das Nass-Luftfilterelement befindet sich direkt auf dem Vergaser. Der Ansaugfilter ist ein Stahlnetz, welches mit Öl benetzt wird, an dem der Staub sich festsetzt. Der Luftfilter wird zur Wartung nicht gewechselt, sondern in Benzin ausgewaschen und mit Öl neu benetzt – nach Handbuch alle 1.000 Kilometer Fahrtstrecke.

### Antrieb
Der Antriebsstrang erfordert am Getriebeausgang ein elastisches Drehmoment-Übertragungselement. Dazu ist bei diesem Modell noch eine schwarze Gummi-Vierlochscheibe (Hardyscheibe) am Zweifingerflansch des Getriebes aufgeschoben, die das Drehmoment der Getriebeausgangswelle auf die Zweifingeraufnahme der Kardanwelle überträgt. Diese Hardyscheibe ist wie bei den Nachfolgemodellen aus Stabilitäts-Gründen mit einem umlaufenden verchromten Stahlring bestückt. Die Kardanwelle zum Hinterrad ist hochglanzverchromt und freilaufend. Das am Winkelgetriebe befestigte Kreuzgelenk der Kardanwelle ist gegen Staub mit einer Alu-Schraubkappe abgedeckt. Gegen diese Schraubkappe läuft ein mit der Welle rotierender Dichtungsgummi, der den losen Schmutz aus dem Kardangelenk fernhält. Das Winkelgetriebe im Alugusskorpus ist der Laufruhe wegen mit Kegelradgetriebe (90°-Umlenkung) bestückt.

### Fahrwerk
Die R 25 hatte Halbnabenbremsen und 19"-Stahlfelgen ("Dosendeckel"-Bremsen), welche nicht die Verzögerungswerte erreichen wie die modernen Aluminiumnaben der Nachfolger-Modelle R 26 und R 27 mit größerer Bremsfläche.

## Technische Daten
| Kenngröße             | Daten der R 25                |
| --------------------- | ----------------------------- |
| Bohrung               | 68 mm                         |
| Hub                   | 68 mm                         |
| Hubraum               | 247 cm³                       |
| Leistung              | 12 PS (8,8 kW) bei 5600 min−1 |
| Höchstgeschwindigkeit | 95 km/h                       |
| Leergewicht           | 140 kg                        |
| Gesamtgewicht         | 290 kg                        |
| Tankinhalt (ltr)      | 12 L                          |